# Surtout pas trop de zèle
Surtout pas trop de zèle  alla lettera soprattutto non troppo zelo, è una frase attribuita al Talleyrand, l'abile ministro e diplomatico francese, famoso per il suo trasformismo, ma anche  per il suo ruolo di regista occulto del Congresso di Vienna in cui il regno di Francia, da lui rappresentato, uscì con il minimo dei danni.

## Lafortunadell'espressione
Dall'Ottocento la frase Surtout pas trop de zèle  è stata ampiamente usata, soprattutto in passato, anche da scrittori od oratori italiani tutte le volte in cui lo zelo eccessivo appare nocivo alla causa che si vuole difendere.
Viene utilizzata anche nei confronti di chi ritiene che la propria posizione sia completamente giusta e giustifichi la lotta a fondo nei confronti degli avversari, come ad esempio negli Stati Uniti negli anni del  maccartismo.

## I cardinali zelanti
Del resto il termine zelante, con una connotazione negativa, era molto in uso al tempo di Talleyrand. Vennero chiamati cardinali zelanti 
al tempo di papa Pio VII (che aveva come segretario di stato il cardinal Consalvi, considerato un moderato) i cardinali più retrivi, in opposizione a quelli più aperti detti anche cardinali politici. Nel successivo conclave, uscì eletto Leone XII, espressione, appunto di un conservatorismo spinto.
Nonostante la forte influenza, successivamente i cardinali zelanti non riuscirono a prevalere del tutto e dal Conclave successivo riuscì eletto Papa Pio VIII, considerato loro avversario.